# Agencja wykonawcza
Agencja wykonawcza – państwowa osoba prawna tworzona na podstawie odrębnej ustawy w celu realizacji zadań państwa, w rozumieniu ustawy z dnia 27 sierpnia 2009 r. o finansach publicznych (Dz.U. z 2022 r. poz. 1634).
Zasady działania agencji wykonawczej określa ustawa oraz statut. Podstawą gospodarki finansowej agencji wykonawczej jest roczny plan finansowy.
Agencja wykonawcza ma obowiązek wpłacania co rok do budżetu państwa nadwyżki środków finansowych ustalonej na koniec roku, pozostającej po uregulowaniu zobowiązań podatkowych. Wpłata ta powinna nastąpić do 30 czerwca roku następującego po roku w którym powstała nadwyżka. Rada Ministrów może, na wniosek ministra sprawującego nadzór nad agencją, dopuścić odstąpienie od tego wymogu, w wyjątkowych sytuacjach.
Minister sprawujący nadzór nad agencją ma ustawowy obowiązek określenia, w porozumieniu z ministrem finansów, sposobu ustalania nadwyżki, uwzględniwszy dokonywanie inwestycji koniecznych do wykonywania zadań państwa oraz bacząc na źródła finansowania zadań, które dana agencja realizuje.
Dzięki agencjom wykonawczym łączy się środki publiczne, aby przeznaczyć je potem na realizację istotnych, z punktu widzenia państwa, zadań gospodarczych. Ułatwiają one prowadzenie działalności interwencyjnej państwa w kwestiach takich jak na przykład:rozwój rolnictwa, przekształcenia własnościowe, rozwój przedsiębiorczości i wspieranie zmian strukturalnych w gospodarce.
Status agencji wykonawczej posiadają:
- Agencja Mienia Wojskowego
- Agencja Restrukturyzacji i Modernizacji Rolnictwa
- Rządowa Agencja Rezerw Strategicznych (do 2021 Agencja Rezerw Materiałowych)
- Centralny Ośrodek Badania Odmian Roślin Uprawnych
- Krajowy Ośrodek Wsparcia Rolnictwa
- Narodowe Centrum Badań i Rozwoju
- Narodowe Centrum Nauki
- Polska Agencja Kosmiczna
- Polska Agencja Rozwoju Przedsiębiorczości